# پون-آوان
پون-آوان (به فرانسوی: Pont-Aven) یک کمون در فرانسه است که در Canton of Pont-Aven واقع شده‌است.

## خصوصیات
پون-آوان ۲۸٫۶۳ کیلومترمربع مساحت و ۲٬۹۲۹ نفر جمعیت دارد.